# Фјета (Тревизо)
Фјета је насеље у Италији у округу Тревизо, региону Венето.
Према процени из 2011. у насељу је живело 278 становника. Насеље се налази на надморској висини од 395 м.